# 麦西里亚
麦西里亚或米西利亚镇（阿拉伯语：‎）位于巴勒斯坦北部，属于杰宁省。根据2006年的统计，居民人口为2250人。
主要出产小麦、橄榄油、无花果、葡萄。在这个镇上，遗留下一些古迹，这些古迹属于罗马时代、伊斯兰时代以及十字军时代。

## 外部链接

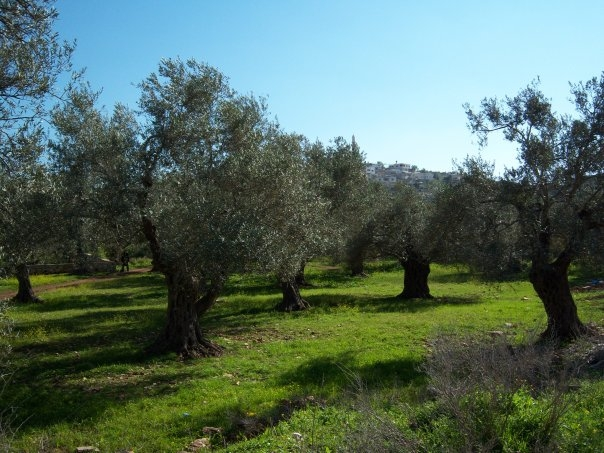
大部分的麦西利亚土地种植橄榄树